# سفارت ایالات متحده آمریکا در کیشیناو
سفارت ایالات متحده آمریکا در کیشیناو (به لاتین: Embassy of the United States) یک منطقهٔ مسکونی و نمایندگی سیاسی ایالات متحده آمریکا در مولداوی است که در کیشیناو واقع شده‌است.